# میدوی، شهرستان آدامز، پنسیلوانیا
میدوی (به انگلیسی: Midway) یک منطقهٔ مسکونی در ایالات متحده آمریکا است که در شهرستان آدامز، پنسیلوانیا واقع شده‌است. میدوی ۱٫۷ کیلومتر مربع مساحت و ۲٬۱۲۵ نفر جمعیت دارد و ۱۸۱٫۹۷ متر بالاتر از سطح دریا واقع شده‌است.